# Sanctuaire Saint-André-Bobola de Varsovie
Le sanctuaire Saint-André-Bobola est une église située à Varsovie en Pologne, que l’Église catholique rattache à l’archidiocèse de Varsovie. La Conférence épiscopale polonaise l’a désigné sanctuaire national en 2007 ou 2008 avec une confirmation en 2011. Il est dédié à saint André Bobola, l’un des saints patrons de la Pologne.